# IK Comet
IK Comet Halden ist eine Eishockeymannschaft aus dem norwegischen Halden, die bis Oktober 2009 in der höchsten norwegischen Liga, der GET-ligaen, spielte. Ihre Heimspiele werden in der Halden Ishall ausgetragen. Die Vereinsfarben sind grün, schwarz und weiß.

## Geschichte
Die Eishockey-Abteilung wurde am 1. Dezember 1961 in Halden gegründet und ohne eine eigene Eishalle – das Team spielte von 1963 bis 1988 in der Sparta Amfi – tat sich der Club schwer aus den Schatten der großen Vereine in ihrer Umgebung, wie den Sparta Warriors oder Stjernen, herauszutreten. Erst mit dem Bau einer eigenen Eishalle im Jahre 1988, der Halden ishall, kam der Aufschwung. Zum Beginn der 1990er Jahre schaffte der Verein den Sprung in die zweithöchste Spielklasse und scheiterte 1995 nur knapp am Aufstieg in die höchste Spielklasse.
Im Jahr 1997 zwangen schwere finanzielle Probleme den Klub zu einem Neubeginn in der dritten Division. Dank des schwedischen Unternehmers Siwert Hjalmarsson konnte man den Verein wieder aufbauen und 2004 den größten Erfolg der Vereinsgeschichte zu feiern. In der Aufstiegsrunde wurde Hasle/Løren besiegt und damit der Aufstieg in die höchste Spielklasse gesichert. Dank vieler schwedischer Spieler konnte sich die Mannschaft auch hier etablieren und zählte zum festen Bestandteil der GET-ligaen.
Im Oktober 2009 zog sich der Verein aus finanziellen Gründen vom Spielbetrieb der GET-ligaen zurück. Zur Saison 2010/11 wurde der Spielbetrieb unter dem Namen Ishockeyklubben Comet Halden fortgeführt, nachdem der Verein die Lizenz für die Teilnahme an der zweithöchsten Liga, die 1. divisjon, beantragt hatte. Als Cheftrainer wurde der Tscheche Jiří Jantovský verpflichtet. Die Mannschaft beendete die Spielzeit 2010/11 mit 56 Punkten aus 36 Spielen auf dem zweiten Platz hinter Tønsberg og Omegn IHK. Die beiden Teams trafen im Anschluss an den Qualifikationsspielen um den Aufstieg in die GET-ligaen erneut aufeinander. Die beiden Erstligisten Manglerud Star Ishockey und Stjernen setzten sich jedoch durch und schafften den Ligaerhalt, während IK Comet und Tønsberg og Omegn IHK ebenfalls in ihrer Spielklasse verblieben.